# 루이 알튀세르
루이 피에르 알튀세르(프랑스어: Louis Pierre Althusser, 1918년 10월 16일 ~ 1990년 10월 23일)는 프랑스의 마르크스주의 철학자이다.

## 생애
알제리 출신으로, 파리의 고등사범학교(École Normale Supérieure)에서 헤겔 철학을 공부하였으며, 그 곳에서 철학 교수로 재직하였다.
그는 프랑스 공산당을 선도하는 이론가였으며 그의 주된 논쟁들은 사회주의의 이데올로기적 근거에 대한 여러 위협들에 대한 응답이었다. 이 위협에는 마르크스주의 사회학과 경제학에 영향력을 미치기 시작한 경험주의와 유럽의 공산당들을 분열시키기 시작한 휴머니즘 사회주의 및 민주-사회주의가 포함된다. 그는 초기 마르크스의 소외론, 인간주의와 후기 마르크스의 역사유물론 사이에 인식론적 절단이 존재한다고 보았으며, 반인간주의, 반경제주의, 반경험주의와 반주체주의를 주장하였다.
프랑스 구조주의의 다른 부류와 결코 간단히 얽히는 우호적 관계를 갖고 있지 않았음에도 알튀세르는 흔히 구조적 마르크스주의자로 불린다.
흔히 알튀세르의 이데올로기론은 자크 라캉의 상상계 논의를 반영했고 라캉의 그것에 미달한다고 알려져 있으나, 실제로는 스피노자의 논의가 더 강하게 반영되어있다.
그의 저작에는 '자본을 읽자', '마르크스를 위하여' 등이 있다.

## 알튀세르의 권력이론
알튀세르는 권력을 행사하는 주체의 형성과정을 자본주의적 맥락에서, 이데올로기에 대한 마르크스주의 이론과의 연관성 속에서 설명하기 위해 라캉의 거울단계이론을 사용하였다. 그의 이론에서 모든 사회는 사회생활의 물질적 수단의 재생산뿐만 아니라 사회를 구성하는 사람들 혹은 주체를 재생산하기 위한 기제를 발전시켜야한다. 그 속에서 이데올로기의 기능은 개인들이 자신들의 진정한 존재조건과 맺고 있는 '상상적 관계'를 드러낸다. 이데올로기는 개인들로 하여금 자신이 상대와 맺고 있는 관계들을 알게 하여 개인이 사회적 규범 내에서 표출할 수 없는 욕망이 실현되고 있다는 착각을 가능하게 만든다. 이로 인해 개인은 그 자신을 자유로운 개인으로 상상하게 되며 주체는 자신의 외부에 존재하는 구조의 생산물이라 생각하게 되는 것이다.

## 같이 보기
- 에티엔 발리바르
- 윤소영